# Annelies Kupper
Annelies Kupper (21 de julio de 1906, Glatz, Silesia - 8 de diciembre de 1987, Múnich, Alemania) fue una soprano alemana asociada al repertorio dramático y operas de Mozart, Wagner y Strauss.
Estudio en Breslau y fue maestra de música previo a su debut en 1935. Formó parte de los elencos estables de Schwerin (1937-38), Weimar (1938-40), Hamburgo (1940-46), Múnich (1946-61). Cantó Los maestros cantores de Núremberg en Bayreuth, en 1944 y como Elsa en Lohengrin en 1960. 
Estrenó Danae en Die Liebe der Danae de Richard Strauss en Salzburgo, en 1952 dirigida por Clemens Krauss.
Kupper fue admirada en Le nozze di Figaro, como Aida y en Otello. Y en otros papeles de Strauss como Daphne, la Elena egipcia, Chrysotemis en Elektra y la Emperatriz de La mujer sin sombra. Se destacó en obras contemporáneas de Carl Orff, Paul Hindemith y Franz Schmidt.
Se retiró en 1966, para enseñar en la Hochschule für Musik und Theater München de Múnich. 
Estuvo casada con el crítico y pedagogo Joachim Hermann.

## Grabaciones
- Wagner - Lohengrin - Lorenz Fehenberger, Annelies Kupper, Helena Braun, Ferdinand Frantz, Eugen Jochum (1953)

- Verdi - Aida - Annelies Kupper, Max Lorenz, Margarete Klose - Frankfurt Radio, Kurt Schroder (1952)

- Carl Orff: Catulli Carmina/ - Eugen Jochum

- Carl Orff: Trionfo di Afrodite - Eugen Jochum

- Richard Wagner: Der fliegende Holländer - Ferenc Fricsay

- Richard Strauss: Daphne

- Richard Strauss: Elektra - Eugen Jochum- 1944, Hamburgo

- Richard Strauss: Die Frau ohne Schatten - Winfried Zillig- 1950, Frankfurt

- Wolfgang Amadeus Mozart: Die Zauberflöte